# Widelands
Widelands — компьютерная стратегическая игра реального времени, распространяемая по лицензии GNU GPL. Игровым процессом и некоторыми идеями похожа на The Settlers и The Settlers II. Игра находится в процессе разработки, в настоящее время работа идёт над графикой и исправлением багов. Widelands работает под Linux, BSD, Mac OS X и Windows.

## Игровой процесс
Widelands включает в себя однопользовательский режим, многопользовательский режим для локальной сети и с использованием интернета, набор кампаний для одного игрока и систему интернационализации с переводами на чешский, немецкий, английский, финский, французский, галисийский, иврит, венгерский, польский, русский, испанский, словацкий, шведский и голландский языки. Игрокам предоставляется управлять одним из трёх племён. В состав игры входят две обучающих миссии. Опытные игроки могут создавать собственные карты при помощи встроенного редактора карт, также можно импортировать карты оригинальной Settlers II.

## Разработка
Widelands всё ещё содержит некоторые баги, которые следует исправить перед выпуском финальной версии (1.0), кроме того, отсутствуют некоторые возможности, детали графики и звуковые эффекты.

## Отзывы
Журнал Linux Journal так отозвался об игре:
Попробуйте углубиться в игру, и вы найдёте много того, что скрыто под поверхностью. В игре есть простые, но приятные вещи вроде продуманной структуры игровых меню, без ошибок, присущих многим любительским играм. Но лично мне больше всего нравится «обращение» обычного сверхскоростного геймплея. Играя в стратегии реального времени, я всегда хотел вернуться к строительству своей базы, но схватки с противником постоянно отвлекали меня. Эта игра позволяет продолжить строительство, и от того, как вы его ведёте, зависит очень многое.
Немецкий журнал LinuxUser посвятил Widelands трёхстраничный обзор в апрельском номере за 2008 год.
В том же месяце другой немецкий журнал C’t опубликовал короткую статью об игре, а на DVD, прилагавшийся к журналу, вошла версия Build11, предназначенная для Windows.
На французском сайте Framasoft, посвящённом свободному программному обеспечению, был опубликован следующий отзыв:
Эта игра с её простой, но функциональной 2D графикой, с видом сверху — ремейк классической RTS. Мы быстро вспомнили, какую радость приносили старые игры серии Settlers, где нужно было размещать строения разного размера, соединять их дорогами, по которым доставляют ресурсы, и расширять свою зону влияния при помощи военных построек.